# 정명진 (당나라)
정명진(程名振, ? ~ 662년)은 당나라의 장군으로 명주(洺州) 평은현(平恩縣) 사람이다. 두건덕의 휘하에 있다가 당나라로 귀순하여 공을 세웠다. 주로 고구려 쪽 전선에서 적은 병사로도 전공을 올려 명장이란 평을 받았다.

## 생애

### 당나라로 귀순
수말 당초 두건덕 밑에서 보락현령(普樂―)을 했는데 유능하다는 평판이 있어 적들이 감히 침범하지 않았다. 621년(무덕 4년) 3월(음력, 이하 생략) 당나라에 귀순하여 영년현령(永年―)이 되었다. 영년현은 아직 두건덕 치하에 있어 정명진은 병사를 이끌고 하북을 공격하였다. 업현을 야습하여 남녀 천여 명을 사로잡아 돌아오는데 젖이 나오는 부인 90여 명은 돌려보내니 업현 사람들이 그 자비로움에 감격하였다. 5월 두건덕이 평정되면서 비로소 영년현에 부임하였다.

### 유흑달 토벌
두건덕의 잔당 유흑달(劉黑闥)이 재차 거병하여 섣달에는 명주가 넘어가는 바람에 그 자사 진군빈(陳君賓)과 함께 장안으로 피하였다. 어머니 반씨(潘氏)와 처 이씨(李氏)는 유흑달에게 잡히고 말았다. 이세민(훗날 태종)의 유흑달 토벌에 참여하였다. 622년 3월 유흑달이 기주(冀州), 패주(貝州), 창주(滄州), 영주(瀛州) 등지로부터 군량을 조달받고 있었는데, 정명진이 천여 명으로 그 수송로를 타격하여 배와 수레를 몽땅 부쉈다. 유흑달이 대노하여 정명진의 어머니와 처를 죽였다. 623년 유흑달이 붙잡혀 명주에 있던 태자 이건성에게 보내졌다. 정명진이 손수 참하길 청하여 그 머리로 어머니에게 제사지냈다. 영주도독부장사(營州都督府長史)에 임명되고 동평군공(東平郡公)에 봉해졌으며 많은 상을 받았다. 이후 명주자사를 거쳐 우효위장군(右驍衛將軍)으로 승진하였다.

### 여당전쟁
645년(정관 19년) 제1차 여당전쟁이 일어나 장량(張亮)의 수군에 평양도행군총관(平壤道行軍總管)으로 소속되었다. 밤중에 비사성(혹은 사비성)의 서쪽으로 진입하여 함락에 공을 세우고 8,000명을 생포했으며 독산진(獨山陣)도 격파하였다. 655년(영휘 6년) 영주도독 겸 동이도호(東夷都護)까지 올랐다. 5월 좌위중랑장 소정방과 적은 병사로 요수를 넘어 고구려를 습격했다. 고구려군이 얕보고 귀단수(貴端水)를 건너와 역공하기에 분전하여 천여 명을 죽이거나 사로잡고, 그 외곽과 촌락을 불태우고 돌아왔다. 658년(현경 3년) 우령군중랑장(右領軍―) 설인귀를 데리고 고구려의 적봉진(赤烽鎭)을 공략하여 400여 명을 참수하고 100여 명의 포로를 획득했다. 3만 명으로 맞서온 두방루도 거란병을 활용해 대파하고 2,500명의 목을 베었다. 그 뒤 진주(晉州)와 포주(蒲州)자사를 지냈다. 661년(용삭 원년) 제2차 여당전쟁에 누방도행군총관(鏤方道行軍總管)으로서 여섯 부대 중 한 부대로 참전하였다. 662년에 죽어서 우위대장군에 추증되고, 시호는 열(烈)이라 하였다.

## 평가
두건덕 휘하에 있을 때부터 유능하다는 평가를 받았다. 644년 11월 태종이 명주자사 정명진이 용병을 잘한다는 말을 듣고 그에게 고구려 정벌에 대한 방략을 물었다. 정명진의 답변이 매우 재민했으므로 장수나 재상이 될 만한 그릇이라고 격려하며 곧 일을 맡기겠다고 하였다. 그런데 정명진이 감사의 예를 표하는 것을 깜박하였다. 태종이 이를 엄하게 꾸짖자 “신은 광야에만 있느라 황제의 질문을 한 번도 받아본 적이 없었습니다. 오직 그 대답에만 온 신경을 집중하다가 그만 예를 표하는 것을 잊고 말았습니다.”라 태연하면서도 재치있게 답하였다. 태종이 “짐이 타인을 견책할 때마다 20여 년을 곁에 있어온 방현령은 늘 안색을 주체하지 못했는데, 정명진은 평생 짐을 보지 못했는데도 무서워서 떠는 기색도 없이 말의 조리를 잃지 않았다. 참으로 뛰어난 자로구나!”라며 감탄하였다. 그날로 우효위장군에 앉히고 평양도행군총관을 맡겼다. 여당전쟁 때는 누차 적은 병력으로도 많은 적을 상대했기에 명장이라는 소리까지 들었다.

## 가계
- 아들 : 정무정(程務挺)
  - 손자 : 정제지(程齊之)
- 아들 : 정무충(程務忠)

## 참고 문헌
- 《구당서》83권 열전 제33 정무정
- 《신당서》111권 열전 제36 정무정